# Robert De Waele (kajakker)
Robert De Waele (Temse, 17 mei 1933 - 15 mei 1995) was een Belgisch kajakker en worstelaar.

## Levensloop
De Waele sloot op 17-jarige leeftijd aan bij de Temse Water Sportvereniging. In 1953 bereikte hij te Duisburg samen met Gerard Lesire de finale van K2 op de West-Europese kampioenschappen. Een jaar later strandde het duo in de halve finales op de wereldkampioenschappen te Macon. Op de West-Europese kampioenschappen van 1955 te Zaandam bereikte hij de finale van de K1.
Ook vertegenwoordigde hij België op de Olympische Spelen van 1960 te Rome. Hij bereikte er de halve finales van de K1 1000 meter. Ook nam hij er samen met Rik Verbrugghe, Germaan Van de Moere en Yvan Decock deel aan de K1 4x500 meter. Het team werd er evenwel uitgeschakeld in de herkansingen.
Tevens won hij driemaal (1975, '76 en '77) de afvaart van de Sella.
Daarnaast was hij actief in het worstelen. In deze sport werd hij tweemaal Vlaams kampioen in de vrije stijl. Ook was hij aangesloten bij de Koninklijke Handbooggilde Willem Tell en biljartclub De Standaard. Van beroep was De Waele metaalbewerker. Hij was onder meer werkzaam op de Boelwerf. De Waele overleed na een slepende ziekte.